# Enigmofusus
Enigmofusus is een geslacht van weekdieren uit de klasse van de Gastropoda (slakken).

## Soorten
- Enigmofusus beckii (Reeve, 1848)
- Enigmofusus nicki (M. A. Snyder, 2002)
- Enigmofusus versiformis Hadorn & Fraussen, 2024